# Espès-Undurein
Espès-Undurein (Baskisch:Espeize-Ündüreine) is een gemeente in het Franse departement Pyrénées-Atlantiques (regio Nouvelle-Aquitaine) en telt 474 inwoners (1999). De plaats maakt deel uit van het arrondissement Oloron-Sainte-Marie. Het ligt in de Baskische provincie Soule.

## Geografie
De oppervlakte van Espès-Undurein bedraagt 9,8 km², de bevolkingsdichtheid is 48,4 inwoners per km².
De onderstaande kaart toont de ligging van Espès-Undurein met de belangrijkste infrastructuur en aangrenzende gemeenten.

## Demografie
Onderstaande figuur toont het verloop van het inwonertal (bron: INSEE-tellingen).